# Évêché titulaire d'Ottocium
Ottocium est le nom d'un diocèse de l'église primitive aujourd'hui désaffecté.
Son nom est utilisé comme siège titulaire pour un évêque chargé d'une autre mission que la conduite d'un diocèse contemporain.
Il est actuellement porté par Joaquím Humberto Pinzón Güiza (de), vicaire apostolique de Puerto Leguízamo-Solano.

## Situation géographique
Le diocèse d'Ottocium était situé en Dalmatie, dans l'actuelle Croatie.

## Liste des évêques catholiques titulaires de ce diocèse
| Début      | Fin        | Nat. | Nom                                | Fonction exercée                               |
| ---------- | ---------- | ---- | ---------------------------------- | ---------------------------------------------- |
| 26/06/1969 | 07/03/1970 |      | Patrick Webster                    | Évêque auxiliaire de Saint-Georges (Grenade)   |
| 02/10/1975 | 27/12/2012 |      | Maurice Delorme                    | Évêque auxiliaire de Lyon                      |
| 21/02/2013 |            |      | Joaquím Humberto Pinzón Güiza (de) | Vicaire apostolique de Puerto Leguízamo-Solano |

## Sources
- (en) Fiche sur le site catholic-hierarchy.org